# Aburina jucunda
Aburina jucunda là một loài bướm đêm trong họ Noctuidae.